# Conistra bipunctata
Conistra bipunctata är en fjärilsart som beskrevs av Barend J. Lempke 1941. Conistra bipunctata ingår i släktet Conistra och familjen nattflyn. Inga underarter finns listade i Catalogue of Life.